# یواس‌آرسی مک‌لین (۱۸۳۲)
یواس‌آرسی مک‌لین (۱۸۳۲) (به انگلیسی: USRC McLane (1832)) یک کشتی بود که طول آن ۷۳٫۴ فوت (۲۲٫۴ متر) بود. این کشتی در سال ۱۸۳۳ ساخته شد.